# (7861) Messenger
(7861) Messenger – planetoida z pasa głównego asteroid okrążająca Słońce w ciągu 3 lat i 292 dni w średniej odległości 2,44 j.a. Została odkryta 2 marca 1981 roku w Siding Spring Observatory w Australii przez Schelte Busa. Nazwa planetoidy pochodzi od Scotta R. Messengera (ur. 1969), naukowca przy NASA Johnson Space Center. Przed nadaniem nazwy planetoida nosiła oznaczenie tymczasowe (7861) 1981 EK25.